# Platges de Comte
Les platges de Comte estan formades per un conjunt de cales petites a la costa occidental de l'illa d'Eivissa. Les seues dimensions són de 800 metres de longitud i 15-30 metres d'amplària. Les aigües destaquen per la seua claredat, cosa que les fa idònies per a la pràctica del snorkel. Es troben al municipi de Sant Josep de sa Talaia i a uns 10 km de Sant Antoni de Portmany. Prenen el nom del Comte Nunó Sanç, un dels conqueridors catalans de l'illa d'Eivissa. Envoltades per dos laterals rocosos, aquestes platges sorrenques ofereixen una petita cala extra al final d'un dels extrems, a la qual només podran arribar a través dels graons excavats a la roca. La platja garanteix un bany segur per a tots, en especial els nens. Hi ha molt poques zones d'ombra. Hi ha restaurants, bars, WC, socorristes... Sobre les dues platges principals s'hi pot trobar un bar-cafeteria que serveix menjars i begudes fresques. Als voltants hi ha 3 restaurants accessibles a peu. Les vistes del mar i els illots de Ponent, amb els seus diferents colors, el portaran a l'illa que sembla haver estat sembrada enmig del mar. A la banda sud i molt propera, hi ha el Racó d'en Xic, una petita cala tancada amb aigües clares. A aquesta cala es practica el nudisme.
L'escull Llarg és situat enfront de Platges de Comte, al nord-oest de s'escull de Punxes i al sud-oest de s'escullet de Pas.